# Juan Echalaz
Juan Echalaz (Muruzábal; siglo XVI o XVII - Calahorra; 13 de octubre de 1656) fue un sacerdote español.

## Trayectoria
Estudia en la Universidad de Salamanca como colegial del Mayor de San Bartolomé, de la que más tarde sería profesor de Tecnología. En 1645 es nombrado canónigo de su catedral y en diciembre de 1647 es consagrado como obispo de Mondoñedo. Posteriormente pasaría a la diócesis de Calahorra donde fallecería en 1656.

## Obras
- Philosophiam seu Cursum Philosophicum (1655)[2]